# Okells
Vous pouvez aider à l'améliorer ou bien discuter des problèmes sur sa page de discussion.
- Il ne cite pas suffisamment ses sources. Vous pouvez indiquer les passages à sourcer avec {{référence nécessaire}} ou {{Référence souhaitée}}, et inclure les références utiles en les liant aux notes de bas de page. (Marqué depuis mai 2021)
- Il contient une ou plusieurs listes. Le texte gagnerait à être rédigé sous la forme d’un ou plusieurs paragraphes synthétiques, afin d’être plus agréable à lire. (Marqué depuis mai 2021)

- Archive Wikiwix
- Bing
- Cairn
- DuckDuckGo
- E. Universalis
- Gallica
- Google
- G. Books
- G. News
- G. Scholar
- Persée
- Qwant
- (zh) Baidu
- (ru) Yandex
- (wd) trouver des œuvres sur Wikidata

Okells est le nom d'une   brasserie fondée en 1850 par le Dr. William Okell à Douglas, sur l'île de Man.

## Histoire
Le Dr William Okell, un chirurgien établi dans le Cheshire, fonda la brasserie Okells à Castle Hill, Douglas,  en 1850. Dès 1874 Okell se retrouva propriétaire d'un grand nombre de pubs sur l'île et persuada le Tynwald, l'assemblée dirigeante,  de passer une loi qui garantirait la pureté de la bière brassée sur Man. Les bières mannoises devaient être fabriquées exclusivement à partir de malt, de sucre, de houblon et ne contenir aucun additif. Il fit alors construire la brasserie Falcon, aux abords immédiats de Douglas. 
En 1972, Okells passa aux mains de Heron & Brearley, une entreprise locale de boissons. En 1986, elle fusionna avec la brasserie de Castletown pour donner naissance aux Brasseries de l'île de Man. 
Au mois d'août 1994, l'entreprise emménagea dans des locaux spécialement conçus à Kewaigue, dans la banlieue de Douglas ; inaugurée en 1996, elle reprit le nom de Falcon Brewery.

## Distribution
La bière brassée par Heron & Brearley est en vente sur l'île et dans le Royaume-Uni. Okells possède quatre pubs en métropole : 
- Le Thomas Rigby's, Liverpool,
- The Fly In The Loaf (La Mouche dans la miche), Liverpool,
- Le Bear and Billet (Ours et cantonnement), Chester,
- The Academy, Aberystwyth (Pays de Galles).

La bière est également en vente chez les principaux distributeurs britanniques. Elle est commercialisée en bouteilles sur l'île de Man et en Finlande.

## Les bières
L'entreprise brasse quatre sortes de bières principales en vente à la pression :  
- Okells Bitter
- Okells mild
- Dr. Okells IPA
- Okells Maclir

Elle commercialise également quatre bières de saison : 
- La Spring ram (le bélier printanier)
- La Summer Storm (L'orage estival)
- L'Autumn Dawn (L'aube automnale)
- La St. Nick (Saint Nick[1]).

Enfin, elle produit cinq bières de façon irrégulière  :
- Dr. Okells Elixir (l'élixir du docteur Okell) (strong ale)
- Dr. Okells Eastern Spice (l'épice oriental du docteur Okell)
- Casteltown Bitter (La bitter de Castletown)
- Olde Skipper (le vieux loup de mer) (bitter)
- Aile - une bière brune fumée

On trouve aussi l'IPA du docteur Okell, Okells Maclir et Okells Aile commercialisées en bouteilles.